# 歐巴馬山
歐巴馬山（英語：Mount Obama），2009年8月4日前稱作博吉峰（Boggy Peak），為安地卡島謝克利山脈的最高峰，坐落在該島西南方，海拔高度402（1,319英尺），山名以第44任美国总统贝拉克·奥巴马為名。

## 更名
2009年8月4日乃美國總統贝拉克·奥巴马48歲生日，安提瓜和巴布达總理鲍德温·斯潘塞將此座山的名稱從原本的博吉峰更名為歐巴馬山。